# Vestmanna
Veja também Vestmannaeyjar.

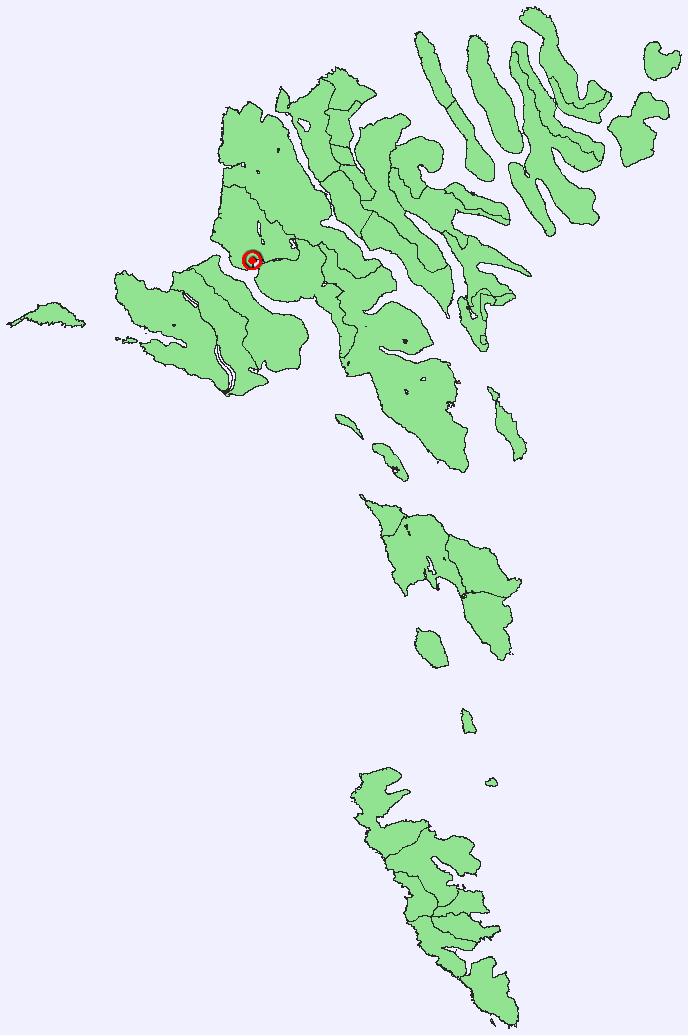
Vestmanna no mapa das Ilhas Feroé

Vestmanna é uma cidade nas Ilhas Feroé localizada na parte oeste da ilha de Streymoy. Foi anteriormente um porto de acesso à ilha de Vágar, até o ano que foi construído um túnel submarino interligando as ilhas.

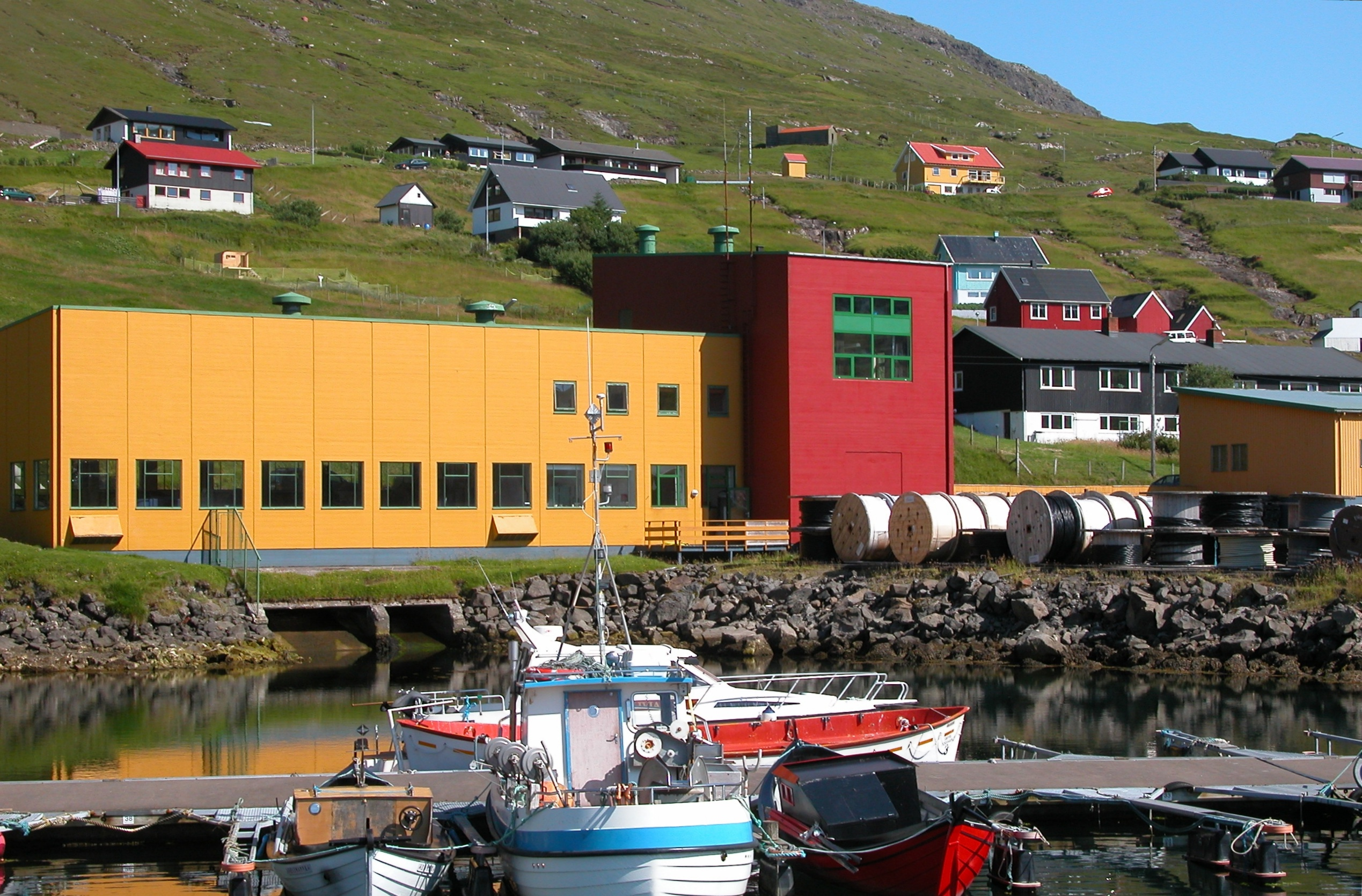
Vestmanna

Um "Vestmann" era considerado um celta, ou um irlandês no Nórdico antigo.

O nome original da cidade era Vestmannahavn, traduzido como porto dos celtas ou dos irlandeses.
É cercada pelas montanhas de Hægstafjall, Økslin, Loysingafjall e Moskurfjall.